# تشارلز كروكر
تشارلز كروكر (بالإنجليزية: Charles Crocker)‏ هو رائد أعمال أمريكي، ولد في 16 سبتمبر 1822 في تروي في الولايات المتحدة، وتوفي في 14 أغسطس 1888 في مونتيري في الولايات المتحدة.

## وصلات خارجية
- تشارلز كروكر على موقع الموسوعة البريطانية (الإنجليزية)